# Уста пуна земље
Уста пуна земље је српски филм из 2023. године у режији и по сценарију Пурише Ђорђевића. Филм је адаптација истоименог романа који је написао Бранимир Шћепановић. Премијерно је приказан на затварању 51. ФЕСТ-а. Освојио је награду „Милутин Чолић” као најбољи српски филм на 51. Фесту 2023. године.

## Радња
Сазнавши да му је остало још само три месеца живота, Марко бежи из болнице у шуму.
Бежи од људи, од примитивизма, агресивности, злобе, насиља света који га окружује, забадања носа у туђе ствари, али током тог збега он заправо сусреће све људе од којих се и одметнуо... 

## Улоге
| Глумац              | Улога      |
| ------------------- | ---------- |
| Радивоје Буквић     | Марко      |
| Соња Колачарић      | болничарка |
| Андрија Ковач       | Живорад    |
| Петар Божовић       | Јоксим     |
| Лазар Јованов       | Братислав  |
| Александра Рукавина | Мојица     |
| Никола Марковић     |            |
| Ана Костовска       |            |
| Анисја Гавриловић   |            |
| Марина Ракић        |            |
| Дина Вуцај          |            |
| Тамара Милојковић   |            |
| Марко Тополовачки   |            |
| Марјан Апостоловић  |            |